# 5-я гвардейская авиационная дивизия дальнего действия
5-я гвардейская авиационная Гомельская дивизия дальнего действия (5-я гв. ад дд) — авиационное соединение Военно-Воздушных сил (ВВС) Вооружённых Сил РККА дальней бомбардировочной авиации, принимавшее участие в боевых действиях Великой Отечественной войны.

## История наименований дивизии
- 4-я гвардейская авиационная дивизия Дальнего действия;
- 5-я гвардейская авиационная дивизия дальнего действия;
- 5-я гвардейская авиационная Гомельская дивизия дальнего действия;
- 15-я гвардейская бомбардировочная авиационная Гомельская дивизия;
- 15-я гвардейская тяжелая бомбардировочная авиационная Гомельская дивизия[1].

## История и боевой путь дивизии
5-я гвардейская авиационная дивизия дальнего действия сформирована 5 июля 1943 года выделением из состава 4-й гвардейской авиационной дивизии дальнего действия и приданием новой дивизии авиационных полков на основании Директивы Генерального Штаба № 135565 от 19 июня 1943 года.
Сформированная дивизия вошла в состав вошла в состав 4-го гвардейского авиационного корпуса дальнего действия. Участвовала в операциях:
- Курская битва[2] — с 5 июля 1943 года по 23 августа 1943 года.
- Смоленская операция[2] — с 7 августа 1943 года по 2 октября 1943 года.
- Белгородско-Харьковская операция[3] — с 3 августа 1943 года по 23 августа 1943 года.
- Духовщинско-Демидовская операция[2] — с 13 августа 1943 года по 2 октября 1943 года.
- Брянская наступательная операция[2] — с 1 сентября 1943 года по 3 октября 1943 года.
- Гомельско-Речицкая операция[2] — с 10 ноября 1943 года по 30 ноября 1943 года.
- Крымская операция[2] — с 8 апреля 1944 года по 12 мая 1944 года.
- Воздушная операция против Финляндии[2] — с 6 февраля 1944 года по 27 февраля 1944 года.
- Львовско-Сандомирская операция — с 13 июля 1944 года по 29 августа 1944 года.
- Ясско-Кишиневская операция — с 20 августа 1944 года по 29 августа 1944 года.

С лета 1944 года дивизия выполняла специальные задания по оказанию помощи Югославской народно-освободительной армии.
5-я гвардейская авиационная Гомельская дивизия дальнего действия 26 декабря 1944 года Директивой Генерального Штаба № орг.10/315706 от 26 декабря 1944 года преобразована в 15-ю гвардейскую бомбардировочную авиационную Брянскую дивизию, а 4-й гвардейский авиационный корпус дальнего действия, куда входила дивизия 29 декабря 1944 года преобразован в 4-й гвардейский бомбардировочный авиационный корпус.

### В действующей армии
В составе действующей армии дивизия находилась с 5 июля 1943 года по 26 декабря 1944 года.

### Командир дивизии
| Звание       | Имя                           | Период                                     | Примечание                                                                                       |
| ------------ | ----------------------------- | ------------------------------------------ | ------------------------------------------------------------------------------------------------ |
| Полковник    | Тимашев Павел Емельянович     | 28 июня 1943 года — 1 августа 1944 года    | убыл начальником Управления — заместителем начальника Главного Управления ГВФ                    |
| Подполковник | Кондратьев Павел Иванович     | 6 декабря 1943 года — 20 февраля 1944 года | заместитель командира с 28 июня 1943 года, временно исполнял обязанности командира               |
| Полковник    | Кондратьев Павел Иванович     | 19 августа 1944 года — 16 ноября 1944 года | Назначен на должность командира с 19 августа. Погиб в воздушном бою с 2 истребителями противника |
| Полковник    | Ульяновский Сергей Алексеевич | 20 ноября 1944 года — 26 декабря 1944 года |                                                                                                  |

### В составе объединений
| Дата          | Армия                     | Корпус                                               |
| ------------- | ------------------------- | ---------------------------------------------------- |
| 05.07.1943 г. | Авиация дальнего действия | 4-й гвардейский авиационный корпус дальнего действия |
| 29.12.1944 г. | 18-я воздушная армия      | 4-й гвардейский бомбардировочный авиационный корпус  |

## Части и отдельные подразделения дивизии
За весь период своего существования боевой состав дивизии претерпевал изменения:
| Период                     | Наименование                                        | Вооружение                                                                    |
| -------------------------- | --------------------------------------------------- | ----------------------------------------------------------------------------- |
| 26.03.1944 — 26.12.1944 г. | 13-й гвардейский авиационный полк дальнего действия | В-25, переименован в 229-й гвардейский бомбардировочный авиационный полк      |
| 05.07.1943 — 26.12.1944 г. | 14-й гвардейский авиационный полк дальнего действия | Ли-2, В-25, переименован в 14-й гвардейский бомбардировочный авиационный полк |
| 05.07.1943 — 26.12.1944 г. | 22-й гвардейский авиационный полк дальнего действия | В-25, переименован в 238-й гвардейский бомбардировочный авиационный полк      |
| 17.06.1944 — 05.11.1944 г. | 337-й авиационный полк дальнего действия            | В-25, переименован в 35-й гвардейский авиационный полк дальнего действия      |
| 05.11.1944 — 26.12.1944 г. | 35-й гвардейский авиационный полк дальнего действия | В-25, переименован в 251-й гвардейский бомбардировочный авиационный полк      |

## Присвоение гвардейских званий
- 337-й авиационный полк дальнего действия за образцовое выполнение заданий командования Приказом НКО СССР № 0361 от 5 ноября 1944 года переименован в 35-й гвардейский авиационный полк дальнего действия.

## Почётные наименования
- 5-й гвардейской авиационной дивизии дальнего действия 27 мая 1944 года за отличия в боях при овладении областным и крупным промышленным центром Белоруссии городом Гомель — важным узлом железных дорог и мощным опорным пунктом обороны немцев на полесском направлении присвоено почётное наименование «Гомельская»[5][6].
- 14-му гвардейскому авиационному полку дальнего действия 25 сентября 1943 года на основании приказа Верховного Главнокомандующего за отличия в боях при форсировании реки Днепр и овладении штурмом городов Смоленск — важнейшего стратегического узла обороны немцев на западном направлении, и Рославль — оперативно важным узлом коммуникаций и мощным опорным пунктом обороны немцев на могилевском направлении присвоено почетное наименование «Смоленский»[7].
- 22-му гвардейскому авиационному полку дальнего действия Приказом НКО № 0137 от 27 мая 1944 года за отличие в боях при овладении штурмом крепостью и важнейшей военно-морской базой на Чёрном море городом Севастополь в соответствии с Приказом ВГК присвоено почётное наименование «Севастопольский»[8].

## Награды
- 14-й гвардейский авиационный полк дальнего действия за образцовое выполнение боевых заданий командования и проявленные при этом доблесть и мужество Указом Президиума Верховного Совета СССР от 26 мая 1944 года награждён орденом «Боевого Красного Знамени».

## Отличившиеся воины дивизии
- Агамиров Гога Григорьевич, капитан, командир эскадрильи 337-го авиационного полка дальнего действия 5-й гвардейской авиационной дивизии дальнего действия 4-го гвардейского авиационного корпуса дальнего действия авиации дальнего действия Указом Президиума Верховного Совета СССР 5 ноября 1944 года удостоен звания Герой Советского Союза. Золотая Звезда № 4529.
- Баленко Александр Алексеевич, гвардии подполковник, командир 22-го гвардейского авиационного полка дальнего действия 5-й гвардейской авиационной дивизии дальнего действия 4-го гвардейского авиационного корпуса дальнего действия авиации дальнего действия Указом Президиума Верховного Совета СССР 5 ноября 1944 года удостоен звания Герой Советского Союза. Золотая Звезда № 5278.
- Давыдов Александр Дмитриевич, капитан, командир эскадрильи 337-го авиационного полка дальнего действия 5-й гвардейской авиационной дивизии дальнего действия 4-го гвардейского авиационного корпуса дальнего действия авиации дальнего действия Указом Президиума Верховного Совета СССР 5 ноября 1944 года удостоен звания Герой Советского Союза. Золотая Звезда № 5279.
- Драгомирецкий Владимир Порфирьевич, майор, командир 337-го авиационного полка дальнего действия 5-й гвардейской авиационной дивизии дальнего действия 4-го гвардейского авиационного корпуса дальнего действия авиации дальнего действия Указом Президиума Верховного Совета СССР 5 ноября 1944 года удостоен звания Герой Советского Союза. Золотая Звезда № 5285.
- Кириллов Михаил Михайлович, майор, штурман 337-го авиационного полка дальнего действия 5-й гвардейской авиационной дивизии дальнего действия 4-го гвардейского авиационного корпуса дальнего действия авиации дальнего действия Указом Президиума Верховного Совета СССР 5 ноября 1944 года удостоен звания Герой Советского Союза. Золотая Звезда № 5284.
- Кудряшов Константин Михайлович, гвардии майор, командир эскадрильи 22-го гвардейского авиационного полка дальнего действия 5-й гвардейской авиационной дивизии дальнего действия 4-го гвардейского авиационного корпуса дальнего действия авиации дальнего действия Указом Президиума Верховного Совета СССР 5 ноября 1944 года удостоен звания Герой Советского Союза. Золотая Звезда № 5283.
- Носовец Александр Захарович, гвардии майор, инструктор по навигации 14-го гвардейского авиационного полка дальнего действия 5-й гвардейской авиационной дивизии дальнего действия 4-го гвардейского авиационного корпуса дальнего действия авиации дальнего действия Указом Президиума Верховного Совета СССР 5 ноября 1944 года удостоен звания Герой Советского Союза. Золотая Звезда № 5282.
- Полыгалов Павел Андреевич, гвардии майор, штурман 22-го гвардейского авиационного полка дальнего действия 5-й гвардейской авиационной дивизии дальнего действия 4-го гвардейского авиационного корпуса дальнего действия авиации дальнего действия Указом Президиума Верховного Совета СССР 5 ноября 1944 года удостоен звания Герой Советского Союза. Золотая Звезда № 5281.
- Румянцев Фёдор Селивёрстович, гвардии капитан, штурман эскадрильи 22-го гвардейского авиационного полка дальнего действия 5-й гвардейской авиационной дивизии дальнего действия 4-го гвардейского авиационного корпуса дальнего действия авиации дальнего действия Указом Президиума Верховного Совета СССР 5 ноября 1944 года удостоен звания Герой Советского Союза. Золотая Звезда № 5288.
- Сенагин Иван Леонтьевич, гвардии майор, командир эскадрильи 14-го гвардейского авиационного полка дальнего действия 5-й гвардейской авиационной дивизии дальнего действия 4-го гвардейского авиационного корпуса дальнего действия авиации дальнего действия Указом Президиума Верховного Совета СССР 5 ноября 1944 года удостоен звания Герой Советского Союза. Золотая Звезда № 5113.

## Благодарности Верховного Главного Командования
Верховным Главнокомандующим воинам дивизии объявлены благодарности в составе корпуса:
- За отличие в боях при овладении штурмом крепостью и важнейшей военно-морской базой на Чёрном море городом Севастополь[8].
- за прорыв обороны немцев на Бобруйском направлении[9]
- За отличие в боях при овладении столицей Советской Белоруссии городом Минск — важнейшим стратегическим узлом обороны немцев на западном направлении[10].
- За отличие в боях при овладении областным центром Белоруссии городом и крепостью Брест (Брест-Литовск) — оперативно важным железнодорожным узлом и мощным укрепленным районом обороны немцев на варшавском направлении[11].